# Arteria carotide
L'arteria carotide è uno dei più grandi tronchi arteriosi del corpo umano. Insieme all'arteria vertebrale la carotide irrora il sistema nervoso centrale e le strutture facciali.

## Anatomia
La carotide è anatomicamente distinguibile in varie porzioni che sono denominate:
1. carotide comune;
2. carotide interna;
3. carotide esterna.

## Fisiopatologia
Per le sue caratteristiche anatomiche, la carotide è una sede preferenziale per la formazione di placche aterosclerotiche. Infatti, in corrispondenza della biforcazione in carotide interna ed esterna, si genera una turbolenza del flusso ematico, che smette di essere un flusso laminare, generando dei vortici. Questi vortici del flusso, quando associati a ipertensione arteriosa e ipercolesterolemia, sono i maggiori fattori di rischio per la genesi dell'arteriosclerosi carotidea.
La formazione di una placca ateromasica produce un'ostruzione al passaggio del sangue che, quindi, non è più libero di passare e di raggiungere i distretti di irrorazione periferica. In genere, le ostruzioni carotidee monolaterali, con carotide controlaterale pervia, sono asintomatiche perché le anastomosi esistenti tra carotide interna, carotide esterna e arteria vertebrale riescono ad assicurare un adeguato apporto ematico al Sistema Nervoso Centrale.
In linea generale si ricorre a intervento chirurgico di rimozione della placca in caso di ostruzioni superiori al 70% del lume vasale.
Le conseguenze dell'ostruzione delle carotidi possono essere varie: in genere l'ostruzione si instaura in lungo tempo, il che permette alle altre arterie di modulare il flusso cerebrale, ma a volte un evento trombotico può aggravare acutamente la sintomatologia e dalla sede aterosclerotica possono liberarsi emboli che determinano eventi ictali.